# Hugh Beaumont
Eugene Hugh Beaumont (Lawrence, 16 de fevereiro de 1909 – Munique, 14 de maio de 1982) foi um ator estadunidense de cinema e também diretor de TV. Ele era habilitado para pregar pela Igreja Metodista. Beaumont é mais conhecido por sua composição do personagem Ward Cleaver, marido de June Cleaver (Barbara Billingsley) e pai de Wally (Tony Dow) e Theodore Cleaver (Beaver) (Jerry Mathers), na telessérie, Leave It to Beaver (1957–1963).

## Biografia

### Primeiros anos
Beaumont nasceu em Lawrence, Kansas, filho de Ethel Adaline Whitney and Edward H. Beaumont. Após terminar seus estudos em Baylor School, em Chattanooga, Tennessee, ingressou na Universidade de Chattanooga, onde praticou futebol americano. Depois estudou na Universidade do Sul da Califórnia, onde se graduou mestre em teologia no ano de 1946. Se casou com a também atriz Kathryn Adams em 1942, com quem teve três filhos. Eles se divorciaram em 1974.

### Carreira
Em 1931 Beaumont iniciou sua carreira no show business atuando em teatros, nightclubs e rádios. Ingressou no cinema em 1940, aparecendo em mais de 30 filmes (alguns não creditados) antes de tomar seu papel mais conhecido, Ward Cleaver, o arquétipo do pai suburbano típico, na popular série de tv americana Leave It to Beaver. entre 1946-1947, Beaumont estrelou cinco filmes como o detetive particular Michael Shayne.
Antes dele e Barbara Billingsley interpretarem os pais interessados de Leave It to Beaver, cada um havia aparecido separadamente na década de 50 na série de Rod Cameron City Detective. Ele também havia aparecido em um episódio da série western My Friend Flicka, da rede de tv CBS. Também co-estrelou um episódio de Meet McGraw, série de detetive de Frank Lovejoy.
Beaumont não apenas atuou em Leave It to Beaver, como também escreveu e dirigiu vários episódios, incluindo o final, episódio retrospectiva, "Family Scrapbook". Seu Ward Cleaver foi ranqueado pela TV Guide como o 28º da lista dos "50 maiores pais da TV de todos os tempos" em 20 de junho de 2004.
Após o término da produção de Leave It to Beaver, Beaumont apareceu em várias produções teatrais e realizou poucos programas de TV, como Mannix, The Virginian, Wagon Train e Petticoat Junction.

### Aposentadoria e morte
Beaumont se retirou do show business ao final dos anos 60, iniciando uma segunda carreira como produtor de árvores de natal em Grand Rapids, Minnesota. Sua esposa nessa época, Kathryn Adams, era nascida naquele estado, na cidade de New Ulm. Ele foi forçado a se aposentar em 1972, após sofrer um derrame cerebral do qual nunca se recuperou totalmente. Em 14 de maio de 1982 Hugh Beaumont faleceu vitima de um ataque cardíaco enquanto visitava seu filho em Munique, Alemanha.

## Na cultura popular
No início da década de 80, uma banda de punk rock do Texas combinou o nome do ator com o da famosa banda de Jimi Hendrix para formar o The Hugh Beaumont Experience.

## Filmografia
| Ano  | Título                            | Personagem                                      | Notas                                                                  |
| ---- | --------------------------------- | ----------------------------------------------- | ---------------------------------------------------------------------- |
| 1940 | Phantom Raiders                   | Marinheiro                                      | Sem créditos                                                           |
| 1940 | The Secret Seven                  | Southern Racketeer                              | Sem créditos                                                           |
| 1941 | South of Panama                   | Paul Martin                                     |                                                                        |
| 1941 | The Cowboy and the Blonde         | Sound Man                                       | Sem créditos                                                           |
| 1941 | Private Nurse                     | McDonald                                        | Sem créditos                                                           |
| 1941 | Unfinished Business               | Hugh, the Bridegroom                            | Sem créditos                                                           |
| 1941 | Week-End in Havana                | Oficial de tosquia                              | Sem créditos                                                           |
| 1942 | Right to the Heart                | Willie Donovan                                  |                                                                        |
| 1942 | Unseen Enemy                      | Narrador                                        |                                                                        |
| 1942 | Young America                     | G-Man                                           |                                                                        |
| 1942 | Canal Zone                        | Operador de rádio                               | Sem créditos                                                           |
| 1942 | To the Shores of Tripoli          | Orderly                                         | Sem créditos                                                           |
| 1942 | The Wife Takes a Flyer            | Officer                                         | Sem créditos                                                           |
| 1942 | Top Sergeant                      | Radio Newscaster                                | Sem créditos, voz                                                      |
| 1942 | Flight Lieutenant                 | John McGinnis                                   | Sem créditos                                                           |
| 1942 | Wake Island                       | Capitão                                         | Sem créditos                                                           |
| 1942 | Northwest Rangers                 | Warren - Mountie que encontra o corpo de Fowler | Sem créditos                                                           |
| 1943 | Flight for Freedom                | Instrutor de Voo                                | Sem créditos                                                           |
| 1943 | He Hired the Boss                 | Jordan                                          |                                                                        |
| 1943 | Bombardier                        | Soldado                                         | Sem créditos                                                           |
| 1943 | Du Barry Was a Lady               | Lacaio                                          | Sem créditos                                                           |
| 1943 | Good Luck, Mr. Yates              | Ajudante                                        | Sem créditos                                                           |
| 1943 | Mexican Spitfire's Blessed Event  | George Sharpe                                   |                                                                        |
| 1943 | Salute to the Marines             | Sergento                                        | Sem créditos                                                           |
| 1943 | The Fallen Sparrow                | Otto Skaas                                      |                                                                        |
| 1943 | The Seventh Victim                | Gregory Ward                                    |                                                                        |
| 1943 | There's Something About a Soldier | Lt. Martin                                      |                                                                        |
| 1944 | The Racket Man                    | "Irish" Duffy                                   |                                                                        |
| 1944 | The Story of Dr. Wassell          | Assessor do Almirante Hart em Surabaya          |                                                                        |
| 1944 | Song of the Open Road             | John Moran                                      | Sem créditos                                                           |
| 1944 | Mr. Winkle Goes to War            | Oficial Ranger                                  | Sem créditos                                                           |
| 1944 | The Seventh Cross                 | Motorista de caminhão                           | Sem créditos                                                           |
| 1944 | I Love a Soldier                  | John Moran                                      | Sem créditos                                                           |
| 1944 | Strange Affair                    | Detetive Carey                                  | Sem créditos                                                           |
| 1944 | They Live in Fear                 | Instrutor                                       | Sem créditos                                                           |
| 1944 | Practically Yours                 | Cortador de Filme                               | Sem créditos                                                           |
| 1945 | Objective, Burma!                 | Captain Hennessey                               | Sem créditos                                                           |
| 1945 | Blood on the Sun                  | Johnny Clarke                                   | Sem créditos                                                           |
| 1945 | Counter-Attack                    | Tenente russo                                   | Sem créditos                                                           |
| 1945 | The Lady Confesses                | Larry Craig                                     |                                                                        |
| 1945 | The Blonde from Brooklyn          | Tenente                                         | Sem créditos                                                           |
| 1945 | You Came Along                    | Capelão                                         | Sem créditos                                                           |
| 1945 | Apology for Murder                | Kenny Blake                                     |                                                                        |
| 1945 | You Came Along                    | Capelão                                         | Sem créditos                                                           |
| 1946 | Murder Is My Business             | Michael Shayne                                  |                                                                        |
| 1946 | Johnny Comes Flying Home          | Engenheiro                                      | Sem créditos                                                           |
| 1946 | The Blue Dahlia                   | George Copeland                                 |                                                                        |
| 1946 | Larceny in Her Heart              | Michael Shayne                                  |                                                                        |
| 1946 | Blonde for a Day                  | Michael Shayne                                  |                                                                        |
| 1947 | The Guilt of Janet Ames           | Frank Merino                                    | Sem créditos                                                           |
| 1947 | Three on a Ticket                 | Michael Shayne                                  |                                                                        |
| 1947 | Too Many Winners                  | Michael Shayne                                  |                                                                        |
| 1947 | Railroaded!                       | Sargento da Polícia Mickey Ferguson             |                                                                        |
| 1947 | Bury Me Dead                      | Michael Dunn                                    |                                                                        |
| 1948 | Reaching from Heaven              | Bill Starling                                   |                                                                        |
| 1948 | Money Madness                     | Steve Clark / Freddie Howard                    |                                                                        |
| 1948 | The Counterfeiters                | Phillip Drake                                   |                                                                        |
| 1949 | Tokyo Joe                         | Provost Marshal Major                           | Sem créditos                                                           |
| 1950 | Second Chance                     | Dr. Emory                                       |                                                                        |
| 1950 | The Flying Missile                | Major Wilson                                    |                                                                        |
| 1951 | Target Unknown                    | Coronel                                         | Sem créditos                                                           |
| 1951 | The Last Outpost                  | Tenente Fenton                                  |                                                                        |
| 1951 | Danger Zone                       | Dennis O'Brien                                  |                                                                        |
| 1951 | Go for Broke!                     | Capelão                                         | Sem créditos                                                           |
| 1951 | Roaring City                      | Denny O'Brien                                   |                                                                        |
| 1951 | Pier 23                           | Dennis O'Brien                                  |                                                                        |
| 1951 | Home Town Story                   | Bob MacFarland                                  | Sem créditos                                                           |
| 1951 | Savage Drums                      | Bill Fenton                                     | Sem créditos                                                           |
| 1951 | Mr. Belvedere Rings the Bell      | Policial                                        | Sem créditos                                                           |
| 1951 | Lost Continent                    | Robert Phillips                                 |                                                                        |
| 1951 | Callaway Went Thataway            | Sr. Adkins, advogado                            | Sem créditos                                                           |
| 1951 | Overland Telegraph                | Brad Roberts                                    |                                                                        |
| 1952 | Phone Call from a Stranger        | Dr. Tim Brooks                                  |                                                                        |
| 1952 | Bugles in the Afternoon           | Tenente Cooke                                   | Sem créditos                                                           |
| 1952 | Wild Stallion                     | Capitão Wilmurt                                 |                                                                        |
| 1952 | Washington Story                  | Capelão                                         | Sem créditos                                                           |
| 1952 | Night Without Sleep               | John Harkness                                   |                                                                        |
| 1952 | The Member of the Wedding         | Ministro                                        | Sem créditos                                                           |
| 1953 | The Mississippi Gambler           | Kennerly                                        | Sem créditos                                                           |
| 1953 | 225,000 Mile Proving Ground, 1953 | Narrador / repórter ED Gillespie                | Produzido por Dudley Pictures para a American Association of Railroads |
| 1955 | Hell's Horizon                    | Al Trask                                        |                                                                        |
| 1956 | The Revolt of Mamie Stover        | Policial de São Francisco                       | Sem créditos                                                           |
| 1956 | The Mole People                   | Dr. Jud Bellamin                                |                                                                        |
| 1957 | Night Passage                     | Jeff Kurth                                      |                                                                        |
| 1965 | The Human Duplicators             | Austin Welles                                   |                                                                        |

## Televisão
| Ano       | Título                     | Função                          | Notas                                                                                                  |
| --------- | -------------------------- | ------------------------------- | --- |
| 1950      | The Silver Theatre         | Harry Hamilton                  | Episódio: "Lady with Ideas"                                                                            |
| 1951      | The Bigelow Theatre        | Harry Hamilton                  | Episódio: "Lady with Ideas"                                                                            |
| 1952      | Dangerous Assignment       | Vários papéis                   | Episódio: "The Piece of String Story" Episódio: "The Manger Story" Episódio: "The Assassin Ring Story" |
| 1952      | Hopalong Cassidy           | Hank Scofield                   | Episódio: "The Feud"                                                                                   |
| 1952–1953 | Racket Squad               | Narrador                        | 33 episódios                                                                                           |
| 1953      | Ford Theatre               | Sheriff Burns                   | Episódio: "The Trestle"                                                                                |
| 1953      | Big Town                   | Carl Kesten / Rodney Mitchell   | Episódio: "The Eliminator"                                                                             |
| 1953      | Chevron Theatre            |                                 | Episódio: "The Worthless Thing"                                                                        |
| 1953      | The Lone Ranger            | Rev. Randy Roberts              | Episódio: "The Godless Men"                                                                            |
| 1953      | Topper                     | Ed Merrill                      | Episódio: "The Spinster"                                                                               |
| 1953      | Adventures of Superman     | Dan Grayson                     | Episódio: "The Big Squeeze"                                                                            |
| 1953      | Schlitz Playhouse of Stars | John Harris                     | Episódio: "Férias para Ginny"                                                                          |
| 1953      | Schlitz Playhouse of Stars | Episódio: "Guardião do Relógio" | |
| 1953      | The Loretta Young Show     |                                 | Episódio do escritor: "A história de Bronte"                                                           |
| 1953–1954 | Teatro Fireside            | Vários papéis                   | Episódio: "The Traitor" Episódio: "Fight Night"                                                        |
| 1953–1956 | Four Star Playhouse        | Vários papéis                   | 6 episódios                                                                                            |
| 1953–1956 | Letter to Loretta          | Vários papéis                   | 7 episódios                                                                                            |
| 1954      | City Detective             | Philip Merriam                  | Episódio: "The Blonde Orchid"                                                                          |
| 1954      | Waterfront                 | Roy Martin                      | Episódio: "Backwash"                                                                                   |
| 1954      | The Lineup                 | Charles Lanski                  | Episódio: "Tiro policial"                                                                              |
| 1954      | Studio 57                  | Charles Crane                   | Episódio: "Trap Mates"                                                                                 |
| 1954      | The Public Defender        | Ed McGrath                      | Episódio: "Think No Evil"                                                                              |
| 1954      | The Public Defender        | Gil Bowman                      | Episódio: "Causa Perdida"                                                                              |
| 1954      | Lux Video Theatre          | George                          | Episódio: "Call Me Mrs."                                                                               |
| 1954–1956 | Cavalcade of America       | Vários papéis                   | Episódio: "The Paper Sword" Episódio: "A Time for Courage" Episódio: "The Boy Who Walked to America"   |
| 1955      | Indian American            | Irmão David                     | Filme para televisão                                                                                   |
| 1955      | The Public Defender        | Ed McGrath                      | Episódio: "Um Conhecimento de Astronomia"                                                              |
| 1955      | Medic                      | Coronel Will Roberts            | Episódio: "O mundo tão alto"                                                                           |
| 1955      | Crossroads                 | Rev. Clifton R. Pond            | Episódio: "With All My Love"                                                                           |
| 1955      | Science Fiction Theatre    | Dr. Guy Stanton                 | Episódio: "Conversa com um macaco"                                                                     |
| 1955      | The Millionaire            | Dr. Porter                      | Episódio: "A história de Walter Carter"                                                                |
| 1955      | The Pepsi-Cola Playhouse   | Jeff                            | Episódio: "Stake My Life"                                                                              |
| 1955      | The Touch of Steel         | Coronel Lander                  | Filme para televisão                                                                                   |
| 1955      | Clímax!                    |                                 | Episódio: "A folha do livro"                                                                           |
| 1955      | Lassie                     | Sr. Saunders                    | Episódio: "The Well"                                                                                   |
| 1956      | Clímax!                    |                                 | Episódio: "Retrato Selvagem"                                                                           |
| 1956      | Ford Theatre               | Marechal Ferguson               | Episódio: "The Silent Strangers"                                                                       |
| 1956      | Lux Video Theatre          | Larry                           | Episódio: "O infiel"                                                                                   |
| 1956      | My Friend Flicka           | Simmons                         | Episódio: "One Man's Horse"                                                                            |
| 1956      | My Friend Flicka           | Episódio: "Night Rider"         | |
| 1956      | Alias Mike Hercules        | Mike Hercules                   | Episódio: "Pilot"                                                                                      |
| 1956      | Matinee Theatre            |                                 | Episódio: "The 25th Hour"                                                                              |
| 1956      | Celebrity Playhouse        |                                 | Episódio: "Casa é o soldado"                                                                           |
| 1957      | Meet McGraw                | Clay Farrell                    | Episódio: "Cidade Fronteiriça"                                                                         |
| 1957      | Tales of Wells Fargo       | Jesse James                     | Episódio: "Jesse James"                                                                                |
| 1957-1963 | Leave it to Beaver         | Ward Cleaver                    | Papel principal; 234 episódios Dirigido 23 episódios (1960–63) Escritor de 1 episódio (1959)           |
| 1964      | Wagon Train                | Jed Halick                      | Episódio: "The Pearlie Garnet Story"                                                                   |
| 1966      | Lassie                     | Jim / Sr. Saunders              | Episódio: "Cradle of the Deep"                                                                         |
| 1966      | The Virginian              | Maguire                         | Episódio: "Garota na Montanha de Vidro"                                                                |
| 1966      | Petticoat Junction         | Ronnie Beckman                  | Episódio: "Todo solteiro deveria ter uma família"                                                      |
| 1967      | Petticoat Junction         | Sr. Donald Elliott              | Episódio: "Com este vestido, eu me casei" Episódio: "Conheça os sogros"                                |
| 1968      | The Virginian              | Maj. James Carlton              | Episódio: "Nora"                                                                                       |
| 1968      | The Virginian              | Charles Martin                  | Episódio: "With Help from Ulysses"                                                                     |
| 1968      | Mannix                     | Frank Abbott                    | Episódio: "To the Swiftest, Death"                                                                     |
| 1970      | Mannix                     | Hammond                         | Episódio: "The Mouse That Died"                                                                        |
| 1970      | Mannix                     | Sr. Calder                      | Episódio: "War of Nerves"                                                                              |
| 1970      | Medical Center             | Dr. Simpson                     | Episódio: "Death Grip"                                                                                 |
| 1970      | Marcus Welby, M.D.         | Jim Wagner                      | Episódio: "The Merely Syndrome"                                                                        |
| 1971      | The Most Deadly Game       | Dr. Dominick                    | Episódio: "The Classic Burial Position"                                                                |